# アンドレアス・グルーバー
アンドレアス・グルーバー（Andreas Gruber、1968年8月28日 - ）は、オーストリアの小説家。男性。ウィーン生まれ。ニーダーエスターライヒ州グリレンベルク（Grillenberg）在住。

## 略歴・作風
ミステリー、SF、ホラーなどさまざまなジャンルの小説を執筆。短編小説の名手として知られ、1996年に本格的に短編小説の執筆を始めて以来、ドイツ幻想文学賞（Deutschen Phantastik Preis）やドイツSF大賞など複数の賞で受賞、あるいは上位入賞している。
2005年には初の長編小説『ユダの筐（はこ）』（未訳 Der Judas-Schrein）をオーストリア版ラヴクラフト叢書で上梓。この作品は山村での殺人事件というミステリーの要素にクトゥルフ神話の要素を合わせた怪奇小説で、翌年、ドイツ幻想文学賞の長編デビュー作部門第1位に選ばれた。その後も探偵ペーター・ホガートを主人公とするサイコサスペンスシリーズや、ホラー小説を対象とするヴィンセント賞（Vincent Preis）で長編部門第1位に選ばれた歴史ホラー小説『梟の門』（未訳 Das Eulentor）など、ジャンルを問わず作品を発表している。

## 日本語訳作品
単行本
- 夏を殺す少女 （訳：酒寄進一、2013年2月、東京創元社 創元推理文庫、ISBN 978-4-488-16005-0）（Rachesommer (2010)）
- 黒のクイーン （訳：酒寄進一、2014年1月、東京創元社 創元推理文庫、ISBN 978-4-488-16006-7）（Schwarze Dame (2007)）

短編
- ゴーストライター （訳：酒寄進一、『ミステリーズ!』57号、2013年2月、東京創元社）
- メスメリズムの実験 （訳：酒寄進一、『ミステリーズ!』57号、2013年2月、東京創元社）
- amazon.jp （訳：酒寄進一、『ミステリーズ!』63号、2014年2月、東京創元社）
- 『信じてほしい、私はワトスン博士だ』! （訳：酒寄進一、『ミステリーズ!』63号、2014年2月、東京創元社）

## 著書一覧
未訳作品の日本語タイトルは『夏を殺す少女』の訳者あとがき（酒寄進一）に従った。

### 長編小説
探偵ペーター・ホガート・シリーズ
- Schwarze Dame (2007) （『黒のクイーン』、酒寄進一訳）
- Die Engelsmühle (2008) （天使の風車）

その他
- Der Judas-Schrein (2005) （ユダの筐）
- Das Eulentor (2008) （梟の門）
- Rachesommer (2010) （『夏を殺す少女』、酒寄進一訳）
- Todesfrist (2012) （断末魔へのカウントダウン）

### 短編集
- Der fünfte Erzengel (2000)
- Die letzte Fahrt der Enora Time (2001)
- Jakob Rubinstein (2003)
- Ghost Writer (2011)

## 主な受賞・候補歴
- 短編 Die letzte Fahrt der Enora Time
  - 2002年 - ドイツ幻想文学賞（Deutschen Phantastik Preis）短編部門 第1位
  - 2002年 - 同作を表題作とする短編集が、ドイツ幻想文学賞短編集部門第1位
  - 2002年 - ドイツSF大賞（ドイツ語版） 短編部門 第2位
  - 2002年 - クルト・ラスヴィッツ賞 短編部門 第3位
- 短編 Mesmeristische Experimente （「メスメリズムの実験」、酒寄進一訳）
  - 2003年 - ドイツ幻想文学賞 短編部門 第4位
- 長編 Der Judas-Schrein （ユダの筐）
  - 2006年 - ドイツ幻想文学賞 長編デビュー作部門 第1位
- 長編 Das Eulentor （梟の門）
  - 2008年 - ヴィンセント賞（Vincent Preis） 長編部門 第1位 （ホラー小説を対象とする賞）
- 短編 Die scharfe Kante des Geodreiecks
  - 2009年 - ヴィンセント賞 短編部門 第1位
- 短編 Rue de la Tonnellerie
  - 2012年 - ヴィンセント賞 短編部門 第2位